# Дрндар
Дрндар је занатлија који претреса, чибука или дрнда вуну из душека или памук из јоргана. 

## О занату
Овим занатом се обично баве пропали памуклијаши или јорганџије. Са својим дрндалом и маљицом они иду од куће до куће, где их позову. Пред наднице дрндари раде и на меру (оку или кило) и на комад. За дрндање новог памука узимају мање него за дрндање старог (извађеног из јоргана). Дрндари су раније, по казивању дрндали и вуну за сукно, за черге, ћилимове, сукње и плетиво, које се некада радило у вароши као и на селу.
Дрндарски занат је потпадао под памуклијашко-јорганџијски еснаф и славили су славу тог еснафа.
Пошто раде за награду, немају своје радионице, њихов занат долази у ред заната за награду. 

### Алат
Дрндари са собом носе као алат дрндало и маљицу. Дрндало је јак прут савијен и затегнут помоћу упредене опруге.При раду ударају маљицом по опути над распростртом вуном.

## Историјат
У средњем веку су се у Ђаковици овим занатом бавили православци.  Према статистичким подацима у Србији се 1894/95. године од овог заната издржавало 63 особе. У Крушевцу је 1910/11. године било свега 2 дрндара јер су се варошани извежбали па су сами претресали вуну и памук, било ручним пречешљавањем, било простим дрндалом, које су жене саме правиле од узице или опуте затегнуте на јаком пруту, па ударале по узици дрвеном лопарицом.